# Courchamps (Maine-et-Loire)
Courchamps település Franciaországban, Maine-et-Loire megyében. Lakosainak száma 530 fő (2022. január 1.). Courchamps Cizay-la-Madeleine, Le Coudray-Macouard, Distré és Les Ulmes községekkel határos.

## Népesség
A település népességének változása:
| Lakosok száma | 361  | 368  | 426  | 443  | 474  | 485  | 506  | 519  | 527  | 530  |
|               | 1968 | 1982 | 1990 | 2006 | 2013 | 2015 | 2017 | 2019 | 2020 | 2022 |